# Epimedium diphyllum
Epimedium diphyllum är en berberisväxtart som beskrevs av Conrad Loddiges. Epimedium diphyllum ingår i släktet sockblommor, och familjen berberisväxter. Utöver nominatformen finns också underarten E. d. kitamuranum.